# TT3
La tombe thébaine TT 3 est située à Deir el-Médineh, dans la nécropole thébaine, sur la rive ouest du Nil, face à Louxor en Égypte.
C'est la sépulture de Pachedou, serviteur dans la Place de Vérité et de sa famille qui vivait à Deir el-Médineh sous les règnes de Séthi Ier et de Ramsès II. Sa femme se nommait Nedjémet-Behdet.
La tombe de Pachedou est découverte en 1834 lors de fouilles illégales par des chasseurs de trésors.